# Ogema (Wisconsin)
Ogema es un pueblo ubicado en el condado de Price en el estado estadounidense de Wisconsin. En el Censo de 2010 tenía una población de 713 habitantes y una densidad poblacional de 3,38 personas por km².

## Geografía
Ogema se encuentra ubicado en las coordenadas 45°26′7″N 90°23′26″O / 45.43528, -90.39056. Según la Oficina del Censo de los Estados Unidos, Ogema tiene una superficie total de 210.89 km², de la cual 210.7 km² corresponden a tierra firme y (0.09%) 0.19 km² es agua.

## Demografía
Según el censo de 2010, había 713 personas residiendo en Ogema. La densidad de población era de 3,38 hab./km². De los 713 habitantes, Ogema estaba compuesto por el 96.63% blancos, el 0.7% eran afroamericanos, el 0.42% eran amerindios, el 0% eran asiáticos, el 0% eran isleños del Pacífico, el 1.12% eran de otras razas y el 1.12% pertenecían a dos o más razas. Del total de la población el 3.09% eran hispanos o latinos de cualquier raza.